# Коджалак (село, Румунія)
Коджалак (рум. Cogealac) — село у повіті Констанца в Румунії. Входить до складу комуни Коджалак.
Село розташоване на відстані 195 км на схід від Бухареста, 43 км на північ від Констанци, 105 км на південний схід від Галаца.

## Населення
За даними перепису населення 2002 року у селі проживали 3316 осіб, з них 3308 осіб (99,8%) румунів. Рідною мовою 3313 осіб (99,9%) назвали румунську.